# Цагаев, Алан
Алан Константинович Цагаев (осет. Цагъати Къостики фурт Алан, род. 13 сентября 1977, Владикавказ, РСФСР, СССР) — болгарский тяжелоатлет. Двукратный Чемпион Европы 2002 и 2004 годов.
Серебряный призёр Олимпийских игр в Сиднее.

## Биография
Один из сильнейших штангистов мира в категории до 105 кг. Родился в Северной Осетии, относится к этногруппе дигорцев.
Уехал из родного Владикавказа искать счастья в Болгарию, так как его принципиально не включали в состав нашей национальной команды. В Болгарии ему создали прекрасные условия, и на Играх-2000 Алан завоевал серебряную медаль в первом тяжелом весе.
Стал победителем второго международного турнира «Три богатыря» 2000, прошедшего по системе Синклера (при подсчете очков учитываются вес штанги и вес атлета), подняв при собственном весе 104,45 кг в рывке 185 кг, в толчке — 232,5 кг и набрав 441,50 балла.
Перед Олимпиадой в Афинах его считали одним из главных претендентов на олимпийское золото, но, из-за травмы, Цагаев от поездки в Афины был вынужден отказаться.
В 2008 году перед играми в Пекине был дисквалифицирован за употребление допинга. Проба атлета дала положительный результат на стероид.
Женат на болгарской тяжелоатлетке Златине Атанасовой. Воспитывают двоих детей.